# ريتشارد ديكسون (نقابي)
ريتشارد ديكسون (بالإنجليزية: Richard Dixon)‏ هو نقابي أسترالي، ولد في 26 مايو 1905، وتوفي في 7 مارس 1976.